# Aframomum alpinum
Aframomum alpinum är en enhjärtbladig växtart som först beskrevs av François Gagnepain, och fick sitt nu gällande namn av Karl Moritz Schumann. Aframomum alpinum ingår i släktet Aframomum och familjen Zingiberaceae.
Artens utbredningsområde är Tanzania. Inga underarter finns listade i Catalogue of Life.